# Gyponana rubralineata
Gyponana rubralineata är en insektsart som beskrevs av Delong och Freytag 1972. Gyponana rubralineata ingår i släktet Gyponana och familjen dvärgstritar. Inga underarter finns listade i Catalogue of Life.